# Odznaka „Zasłużony Pracownik Handlu i Usług”
Odznaka „Zasłużony Pracownik Handlu i Usług”, do 1973 Odznaka „Zasłużony Pracownik Handlu” – polskie odznaczenie resortowe ustanowione 25 listopada 1967 i nadawane przez Ministra Handlu Wewnętrznego jako zaszczytne wyróżnienie zawodowe i społeczne, w formie jednostopniowej odznaki, przeznaczone dla osób zatrudnionych w przedsiębiorstwach (spółdzielniach) i innych jednostkach organizacyjnych handlu wewnętrznego oraz w organach administracji handlu wewnętrznego, wyróżniających się szczególnie sumiennym wykonywaniem obowiązków wynikających z pracy zawodowej i społecznej lub wykazujących szczególną dbałość o mienie społeczne i odznaczających się wysokim poziomem moralnym. Odznaka była noszona była na prawej piersi. Została wycofana 11 maja 1996.